# Voyage of the Acolyte
| 전문가 평가 | 전문가 평가 |
| 평가 점수   | 평가 점수   |
| 출처        | 점수        |
| ----------- | ----------- |
| AllMusic    | [ 1 ]       |

《Voyage of the Acolyte》는 영국의 기타리스트이자 싱어송라이터 스티브 해킷의 첫 번째 스튜디오 음반으로, 1975년 10월에 카리스마 레코드를 통해 발매되었다. 해킷은 1975년 중반 그룹 활동의 휴식기에 이 음반을 녹음했고 제네시스의 베이시스트 마이크 러더퍼드와 드러머 필 콜린스를 포함한 객원 뮤지션들을 이용해 음반에서 연주했다. 타로 카드에서 영감을 받아 각 트랙의 제목과 가사로 느슨한 컨셉을 가지고 있다.

## 배경
1975년까지 해킷은 4년 동안 프로그레시브 록 밴드 제네시스의 기타리스트였다. 그는 제네시스와 함께 음반을 녹음하는 동안 다양한 곡의 섹션을 쓰기 시작했는데, 특히 그의 서비스가 실제로 필요하지 않았고, 나는 많은 여가 시간이 있다는 것을 알았다. 이 시기에 해킷은 자신의 창의성에 영향을 준 밴드의 꽉 찬 투어 일정에 점점 더 좌절했고, 새로운 음악가들과 함께 일하고 싶은 욕구가 증가했다. 기타 이외의 악기를 위한 곡, 여성 보컬을 위한 곡 등 별다른 프로젝트 없이 곡을 썼지만 얼마 후에는 음반을 만들기에 충분한 아이디어를 모았다. 1974년 말, 그들의 음반 《The Lamb Lies Down on Broadway》 (1974년)과 함께 제네시스 투어 약속으로 개발이 보류되었지만, 해킷은 생산적인 상태로 남아 있었고 매일 밤 호텔 방에서 계속해서 글을 써서 그를 "제정신"으로 유지하고 무대 신경을 진정시키는 데 도움을 주었다.
음반의 방향에 관한 한, 해킷은 음반의 트랙과 가사에 제목을 붙이는 데 사용한 타로 카드에 대한 새로운 관심에서 느슨한 개념을 생각했다. 그는 타로 카드가 묘사하는 낙관주의를 반영하기 위해 〈Star of Sirius〉를 "양귀비" 트랙으로 하는 등 가장 강한 느낌을 불러일으키고 "작업 방식을 계획"했다. 음반에 남은 곡은 〈The Fool〉로, 해킷은 피트 타운젠드와 비슷한 스타일로 "일렉트릭 라이트 오케스트라와 더 후의 만남"과 같은 곡을 연주했지만, 그는 이 곡을 사용하지 않기로 결정했다. 해킷의 자료들의 일부는 그의 제네시스 이전의 날들로부터 유래되었다. 해킷은 《Foxtro》의 잠재적인 노래로 제네시스에게 〈Shadow of the Hierophant〉를 리허설하도록 설득했지만 실패했다. 이 음반은 또한 스티브 해킷의 솔로 경력을 통해 지속된 그의 동생 존 해킷과의 첫 번째 음반 작업을 기록했다. 이 음반은 또한 키보드 연주에 대한 해킷의 첫 시도를 의미했고, 더 계층적인 사운드를 가진 음반을 목표로 했다.
이 음반의 원래 제목은 《Premonitions》였지만, 카리스마의 경영진은 이를 싫어했고 해킷이 동의한 《Voyage of the Acolyte》를 제안했다.

## 곡 목록
모든 곡들은 특별한 언급이 없는 한 스티브 해킷에 의해 작사/작곡하였다.
| #  | 제목                                | 작사·작곡     | 재생 시간 |
| -- | ----------------------------------- | ------------- | --------- |
| 1. | 〈Ace of Wands〉                    |               | 5:23      |
| 2. | 〈Hands of the Priestess, Part I〉  |               | 3:28      |
| 3. | 〈A Tower Struck Down〉             | 해킷, 존 해킷 | 4:53      |
| 4. | 〈Hands of the Priestess, Part II〉 |               | 1:31      |
| 5. | 〈The Hermit〉                      |               | 4:49      |

| #  | 제목                         | 작사·작곡             | 재생 시간 |
| -- | ---------------------------- | --------------------- | --------- |
| 6. | 〈Star of Sirius〉           |                       | 7:08      |
| 7. | 〈The Lovers〉               |                       | 1:50      |
| 8. | 〈Shadow of the Hierophant〉 | 해킷, 마이크 러더퍼드 | 11:44     |